# Alex Marè
Alex Marè (nacido en Fermo, 3 de marzo de 1995) es un fotógrafo italiano.

## Biografía
Hijo del escritor y actor Savino Marè, Alex nació el 3 de marzo de 1995 en Fermo y en 2015 comenzó su experiencia como fotógrafo, comenzando a trabajar en la industria de la moda. Sus fotos aparecen en numerosos periódicos nacionales italianos (Corriere della Sera y Corriere dello Sport) y revistas (Donna Moderna, Oggi y Credere), y luego llegan al extranjero con LaPresse. Sus fotos tienen radiantes revistas también a nivel europeo e internacional. Después de estudiar fotografía en 2014, se desarrolló en la fotografía en blanco y negro, comenzando a trabajar en Milán. Participando en la Semana de la Moda de Milán y fotografiando a numerosos personajes famosos como Giorgio Armani, Naomi Campbell, Cindy Crawford y Belén Rodríguez. De vuelta en Marche, trabajará simultáneamente como fotógrafo independiente en Fermo, en la policía local y como manager de la gimnasta Carlo Macchini.
En julio de 2021 inauguró su primera exposición bimestral "L'Assunta" en la Catedral de Fermo, convirtiéndose así en la primera persona en organizar una exposición en la catedral, por encargo del arzobispo Rocco Pennacchio y el rector de la catedral Don Michele Rogante. En el mismo año fue elegido como jurado de la final regional del Cantagiro, y publicó su primer libro “Ritratto Fotografico”, nacido con el objetivo de narrar el período histórico vivido durante la pandemia del COVID-19. Se hicieron retratar civiles, carabineros, policías, el alcalde de Fermo Paolo Calcinaro y el arzobispo Rocco Pennacchio. El proyecto contó con el apoyo de la profesora universitaria de Historia de Oriente Medio Michela Mercuri, la curadora de exposiciones internacionales Maria Cristina Brandini, el experto en prensa Platinum Giancarlo Vaiarelli y la periodista Gaia Capponi.
Elegido por funcionarios regionales por su experiencia en la policía local, en diciembre de 2021 se integró al comité técnico regional de la Asociación Nacional de Bomberos Voluntarios, comité creado para manejar situaciones críticas. Para las vacaciones de Navidad, la Policía Estatal Italiana usó una foto suya en las redes sociales. Hacia fines de 2021, impartió clases de comunicación en el Istituto Tecnico Statale Economico Tecnologico "G.B.Carducci - G. Galilei", luego de ser invitado por el director de la escuela.
Desde su publicación, el libro ha sido un éxito de ventas en tres categorías italianas relacionadas con la fotografía y, en enero de 2022, el presidente de la República Italiana, Sergio Mattarella, recibió una copia del libro, quien le agradeció el regalo. En marzo del mismo año, el libro fue donado al Papa Francisco, quien se refirió gratamente a la dedicatoria que Alex insertó personalmente para él. El 19 de abril, la Municipalidad de Fermo le otorgó una mención oficial, agradeciéndole por haber dado a conocer la ciudad de Fermo en el mundo. El alcalde Calcinaro, junto a los concejales Lanzidei y Scarfini, durante el acto de entrega del premio definieron su obra como de “gran impacto artístico”.
En una entrevista con Radio Rosario, una emisora de radio argentina, que tuvo lugar simultáneamente con CNN, Alex admitió que estaba interesado en representar situaciones de la vida normal en Cerdeña a través de la fotografía. Después de presentar su primer libro en el teatro Pagani de Monterubbiano, con la presencia del senador Francesco Verducci, la consejera regional Giorgia Latini, el obispo Rocco Pennacchio, el presidente provincial Michele Ortenzi y varios autores, seleccionó por el consejo regional, del 19 al El 23 de mayo participó como invitado en la XXXV edición de la Feria Internacional del Libro en el pabellón Marche instalado en Turín. En el mismo mes, trabajó como fotógrafo para la banda policial italiana, por encargo del Prefecto de Fermo Vincenza Filippi. El 4 de marzo de 2022, se inauguró una exposición permanente en la sede policial de Fermo, con fotos suyas hechas en honor a la Policía Estatal italiana.

## Trabajos
- Ritratto Fotografico, Poderosa, 2021.
- 100 Domande che ogni fotografo deve farsi, 2022.

## Honores
- Cinta del trigésimo aniversario